# 永峰明
永峰 明（ながみね あきら、1954年1月16日 - ）は、日本のテレビディレクター、演出家。

## 来歴
東京都世田谷区出身。駒澤大学文学部を中退した。
制作会社フジポニーにアルバイトから入り、1980年に制作部門を復活させたフジテレビに転籍した。「THE MANZAI」「オレたちひょうきん族」「笑っていいとも!」「冗談画報」などの番組を担当し、1989年に退社した。
退社後は、フリーの演出家として活動し、東京NSCの講師、キングオブコントの審査員を務める。2013年からワタナベコメディスクールの講師を務め、同事務所のライブの監修を行い、芸人育成を担当している。

## 制作番組

### フジテレビ
- スター千一夜 - ディレクター
- THE MANZAI - ディレクター
- 初詣!爆笑ヒットパレード - ディレクター
- 笑ってる場合ですよ! - ディレクター（水曜担当）
- オレたちひょうきん族 - ディレクター
- 森田一義アワー 笑っていいとも! - ディレクター（月曜担当）
- 冗談画報 - ディレクター
- 笑いの殿堂 - 演出

### フジテレビ以外
- 生生生生ダウンタウン（TBS） - 演出
- お茶とUN（テレビ朝日） - 構成・ディレクター
- アメジャリチハラ（テレビ朝日） - 構成
- 発掘!あるある大事典（関西テレビ） - 演出
- 超!よしもと新喜劇（毎日放送） - 総合演出